# Manoel Padeiro
Manoel Padeiro foi um líder quilombola gaúcho. Viveu na Serra dos Tapes, próximo ao município de Pelotas na região sul do Rio Grande do Sul. Sua atuação como liderança quilombola data do final dos anos 1820 até 1835, quando, no dia 16 de junho, desapareceu após emboscada de forças repressivas do império. Foi escravizado fugido de Boaventura Rodrigues Barcelos, dono de terras, que conferiu a recompensa de 200 mil réis pela sua cabeça.
Teve como companheira a líder quilombola Preta Roza.
Tem como apelido no Rio Grande do Sul "Zumbi dos Pampas".
Foi reconhecido pelo PL 86/2023 de autoria da Dep. Estadual Laura Sito como o primeiro herói negro rio-grandense.